# NGC 3603
NGC 3603 је расејано звездано јато у сазвежђу Прамац које се налази на NGC листи објеката дубоког неба.
Деклинација објекта је - 61° 15' 40" а ректасцензија 11h 15m 6,6s. Привидна величина (магнитуда) објекта NGC 3603 износи 9,1. NGC 3603 је још познат и под ознакама OCL 854, ESO 129-SC16.